# Törökőr
Törökőr Budapest XIV. kerületének (Zugló) része.

## Határai
Eredeti telekhatárai a Kerepesi út, Hungária körút, Egressy út, Francia utca, Gyarmat utca, Róna utca voltak. A Gyarmat és Thököly út közötti sáv a 20. század elején Herminamezőhöz került.
Mai határai a Hungária körút – Egressy út – Francia út – Thököly út – Róna utca – Kerepesi út.
Északról Herminamező, nyugatról Istvánmező, délről Kőbánya (X. kerület), keletről pedig Kiszugló és Nagyzugló városrészek határolják.

## Földrajz
A terület eredetileg részben zsombékos-vizenyős, mocsaras, illetve szárazabb homoki rét volt. 
Később szántó, majd a 20. századtól kultúrsivatag.[forrás?]

## Története
A „Törökőr” név az 1700-as években bukkan fel a krónikákban, a területtel kapcsolatosan. A közelben kellett, hogy állomásozzon egy állandóan itt tartózkodó török őrcsapat, mely magát – és Pesten-Budán lévő felsőbbségei parancsára: őket is – nyilvánvalóan a hozzá közel eső rétekről látta el jó minőségű szénával.
Az 1718-ban a Török Istrázsától (Türkischen Schüld-wacht) keletre fekvő szántóföldeket nevezték Törökőrnek, melyeknek teljes területe 460 és fél holdat tett ki, és egyike volt a pesti határ egy tagban mérve legjelentősebb szántó területeinek.
Határait a Kerepesi út, Hungária körút, Egressy út, Róna utca alkották, a parcellák nagyobb része észak-déli dőlésű volt. A 18. század elején kialakult telekosztási rend egészen a 20. századig fennmaradt, s csak a század első évtizedében lezajlott átrendezés során változtak meg az addigi telekhatárok.